# Lillsjöparken

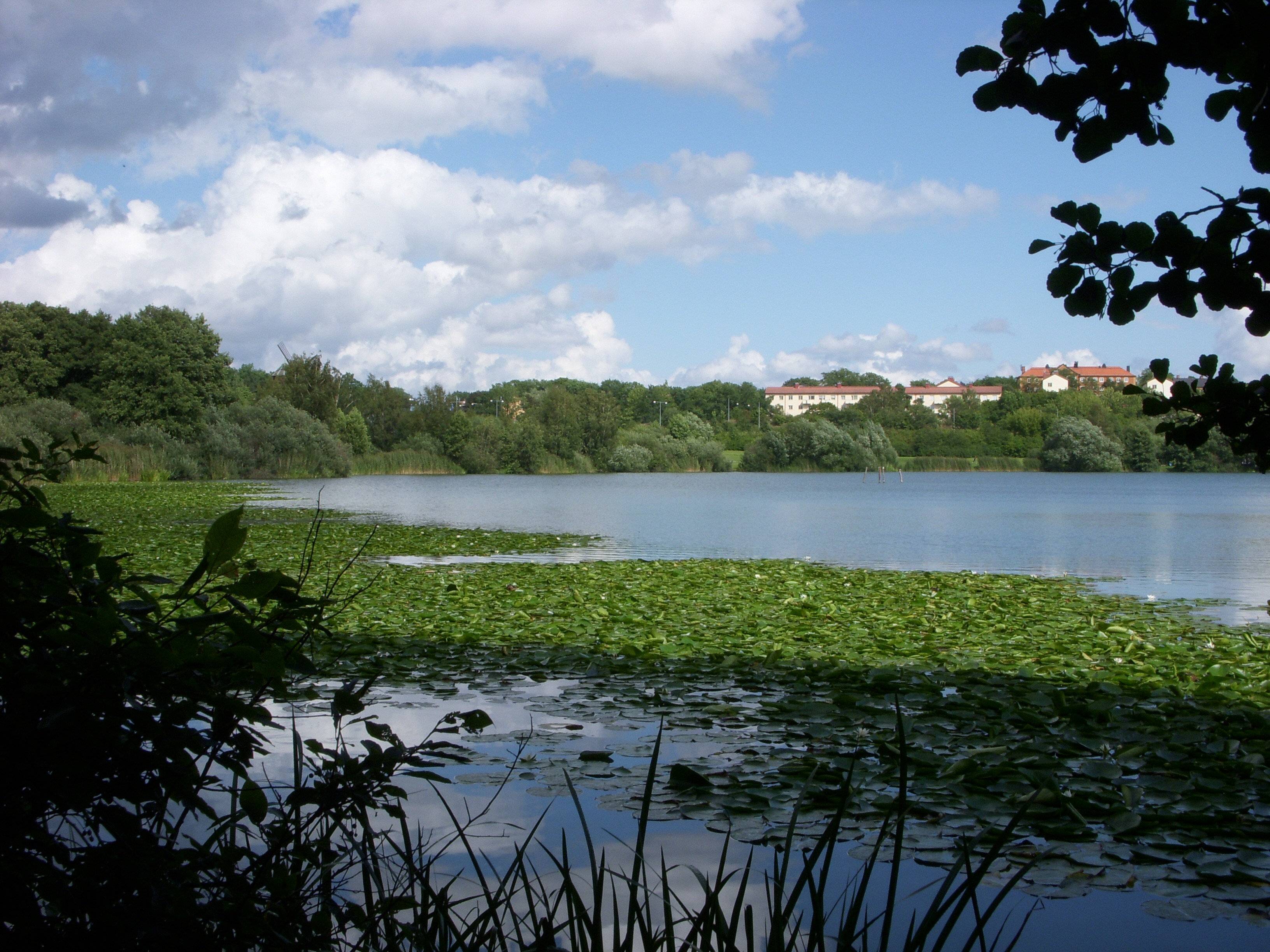
Lillsjön i Lillsöparken

Lillsjöparken i Bromma i Västerort inom  Stockholms kommun är en park som omger ligger Lillsjön. Sjön och parken ligger där av Riksby, Ulvsunda och Ulvsunda industriområde möts. Parken anlades 1998. 